# Rodrigo Valdés
Rodrigo Osvaldo Valdés Pulido (Santiago, 26 de noviembre de 1966) es un economista, académico, investigador y consultor chileno. Ejerció como ministro de Hacienda de su país, desde el 11 de mayo de 2015 hasta el 31 de agosto de 2017 cuando renunció públicamente en un comunicado de prensa.

## Familia y estudios
Es hijo de Osvaldo Valdés Marín, industrial y María Eugenia Pulido Cruz, psicóloga. Se formó como ingeniero comercial en la Universidad de Chile, donde se tituló en 1990 con distinción máxima y un 6,3 de calificación final (de 1 a 7). En ese contexto, recibió también el premio al mejor ingeniero comercial graduado que entrega la Asociación de Ingenieros Comerciales de Chile.
Sus primeros trabajos los realizó en la Corporación de Investigaciones Económicas para Latinoamérica (Cieplan), bajo la dirección del también economista Joaquín Vial.
Viajó luego a los Estados Unidos, donde se doctoró en economía por el Instituto Tecnológico de Massachusetts (MIT) con la tesis Essay on capital flows and exchange rates (1996). En esa casa de estudios fue ayudante de los profesores Ricardo Caballero, Jonathan Gruber y James M. Poterba.
Está casado con Ilana Meller Rosenblut, con quien tiene tres hijos: Nicolás, Benjamín y Matilde.

## Carrera profesional
En 1996, ya de vuelta en Chile, se incorporó como economista senior a la División de Estudios del Banco Central de Chile. En febrero de 2000, en tanto, asumió como jefe de asesores y coordinador de Política Económica del entonces ministro de Hacienda, Nicolás Eyzaguirre. Tras dos años, retornó al Banco Central como gerente de la División Estudios, en reemplazo de Felipe Morandé (febrero de 2002).
Estuvo en esa institución hasta 2008, cuando fue nombrado economista jefe para América Latina del banco de inversión Barclays Capital en Nueva York, Estados Unidos. En 2009 trabajó  en el Fondo Monetario Internacional (FMI), en Washington D. C., como subdirector del Departamento Europeo y del de las Américas, donde también fue jefe de misión para Estados Unidos.
Retornó a Chile en 2013 como economista jefe para la Región Andina de BTG Pactual, cargo que dejó en marzo de 2014, tras ser nombrado como presidente del Banco del Estado de Chile por el segundo gobierno de la presidenta Michelle Bachelet.

## Carrera política

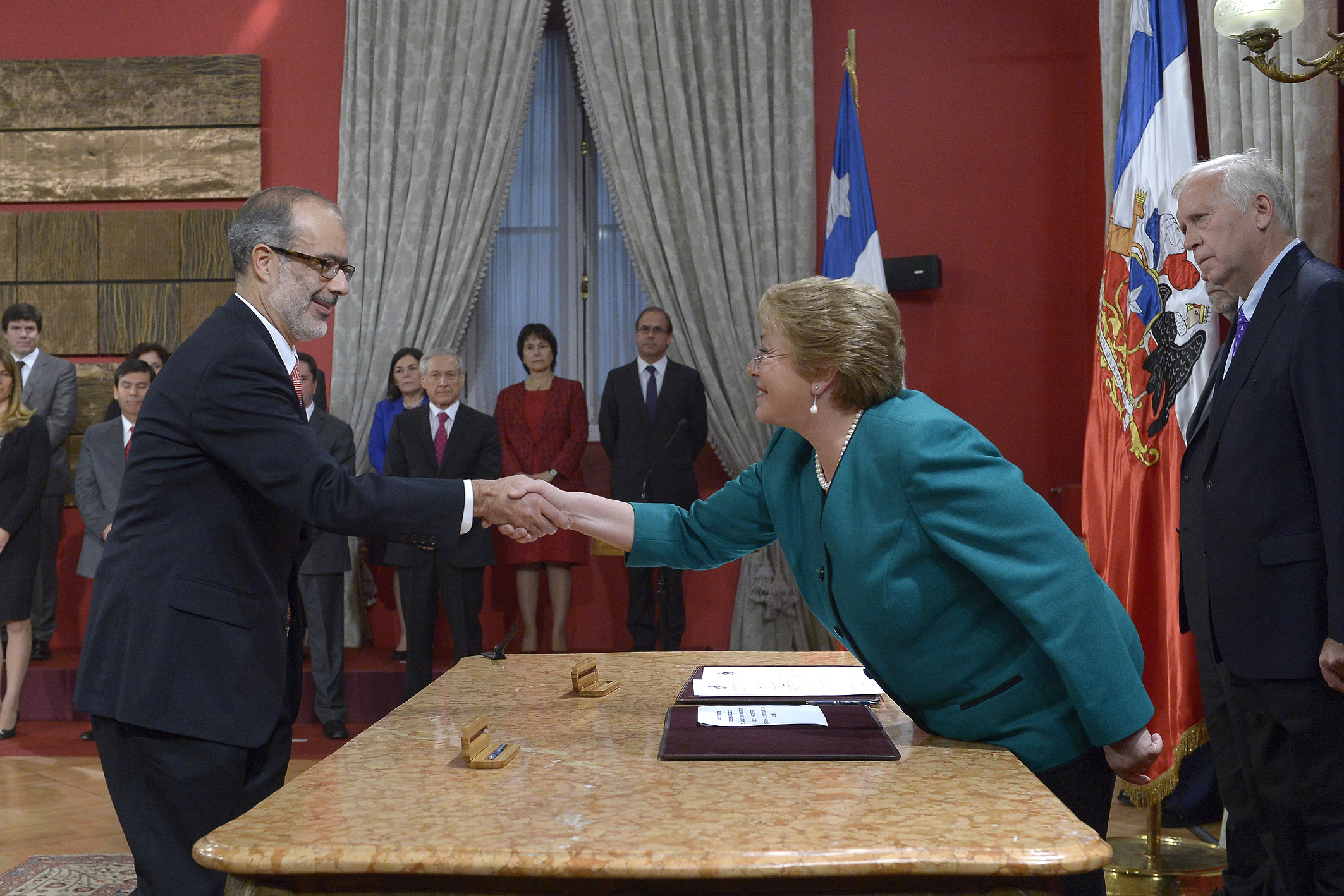
Asunción de Valdés como ministro de Hacienda de Michelle Bachelet.

El 11 de mayo de 2015 fue nombrado por Bachelet como ministro de Hacienda, reemplazando a Alberto Arenas.
Desde su llegada a la cartera, se enfocó en revisar las proyecciones de crecimiento del país, fuertemente influidas por la baja del precio de los commodities, así como establecer límites, definir prioridades y avanzar de manera gradual en la agenda de transformaciones impulsada por el gobierno de la presidenta Michelle Bachelet.
En este contexto, impulsó un crecimiento moderado del gasto fiscal expresado en la «Ley de Presupuestos» 2016, junto a un proyecto de ley con el objetivo de simplificar el sistema tributario.
El 11 de noviembre de 2015 fue nombrado por sus pares como el economista chileno más influyente del año, tras un sondeo realizado por el Diario Financiero entre 71 economistas locales. El 31 de agosto de 2017, renunció al cargo ministerial debido a diferencias generadas en el gobierno por el proyecto minero Dominga.
En abril de 2022, renunció a su militancia en el Partido por la Democracia (PPD), luego de que en marzo de ese año asumió como miembro del Consejo de Asignaciones del Congreso Nacional (periodo legislativo 2022-2026).

## Carrera académica
Ha sido profesor del Departamento de Ingeniería Industrial y del Departamento de Economía de la Universidad de Chile, y del Departamento de Economía de la Universidad de Santiago de Chile (Usach).
Desde 2017, profesor asociado en la Escuela de Gobierno de la Pontificia Universidad Católica de Chile.
Tiene una larga lista de publicaciones como autor, coautor, editor y compilador.

## Obras
- Patrones de consumo de cobre: determinantes del consumo del cobre por sectores en EEUU (1991) (autor, junto a Joaquín Vial).
- Cuantificación de la reestructuración sectorial generada por la liberalización comercial chilena (1992).
- Dinero y conducción de la Política Monetaria con metas de inflación (2003) (autor, junto a Pablo García).
- Chile's Fiscal Rule as Social Insurance (autor, junto a Eduardo Engel y Christopher Neilson).
- Macroeconomía, política monetaria y patrimonio del Banco Central (2008) (autor, junto a Jorge E. Restrepo y Luis Salomó).
- Policy responses to sudden stops in capital flows: The case Of Chile in 1998 (2007).